# Matteo 3

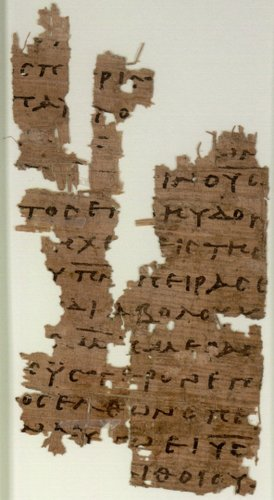
Matteo 3,10-12 sul Papiro 101 (c. 250).

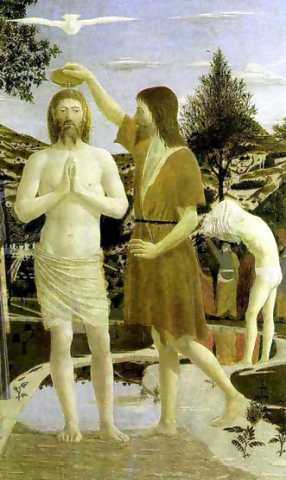
Il Battesimo di Cristo, di Piero della Francesca, 1449

Matteo 3 è il terzo capitolo del vangelo secondo Matteo nel Nuovo Testamento. È il primo capitolo del vangelo di Matteo nel quale si parla del ministero di Gesù con eventi che hanno luogo tre decenni dopo la narrazione degli episodi relativi alla sua infanzia nei due capitoli precedenti. Il punto centrale di questo capitolo è la predica di Giovanni Battista ed il battesimo di Gesù.
Per la prima volta da Matteo 1,1 vi sono dei chiari collegamenti col vangelo secondo Marco. Molti studiosi sono certi che buona parte di questo capitolo revochi chiaramente Marco 1. Il capitolo ha anche dei parallelismi con Luca 3, il quale pure si crede basato su Marco 1. Diversi passaggi che si trovano nel vangelo di Luca ed in quello di Matteo, non si riscontrano in quello di Marco, e sono comunemente ascritti all'ipotetica fonte Q.

## Testo
Il testo originale era scritto in greco antico. Il capitolo è diviso in 17 versetti.

### Testimonianze scritte
Tra le principali testimonianze documentali di questo capitolo vi sono:
- Codex Vaticanus (~325–350; completo)
- Codex Sinaiticus (~330–360; completo)
- Codex Washingtonianus (~400)
- Codex Bezae (~400; completo)
- Codex Ephraemi Rescriptus (~450; completo)

## Struttura
Il capitolo si apre con un ritratto di Giovanni Battista. Esso descrive la sua predicazione, il modo in cui è vestito e ciò di cui si nutre, presentandolo come un predicatore nel deserto che profetizza una "furia a venire". Il capitolo si sposta quindi ad un'invettiva, ascritta a Giovanni, contro farisei e sadducei nella quale li invita a pentirsi. Questa include la famosa espressione "nido di vipere" a Matteo 3,7. Gesù giunge quindi dalla Galilea per essere battezzato dal Battista, in un luogo stabilito a circa 100 km da Nazareth, nei pressi del fiume Giordano dove gli israeliti attraversarono sotto la guida di Giosuè verso la terra promessa. Il battesimo si chiude col battesimo di Gesù, la voce del Padre e l'apparizione dello Spirito Santo in forma di una colomba nel cielo.

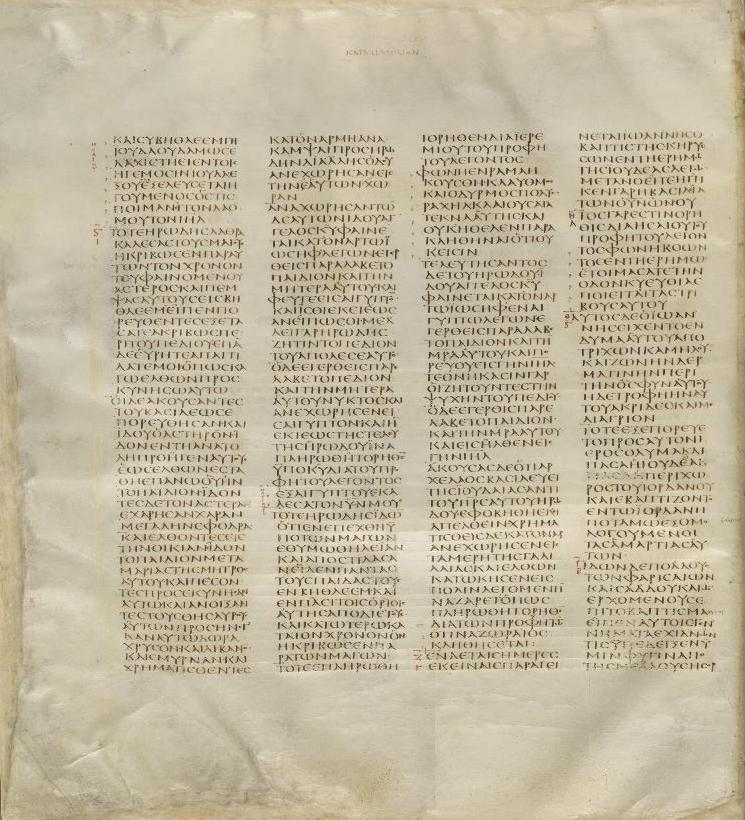
Codex Sinaiticus (c. 330-360), Matteo 2,5-3,7

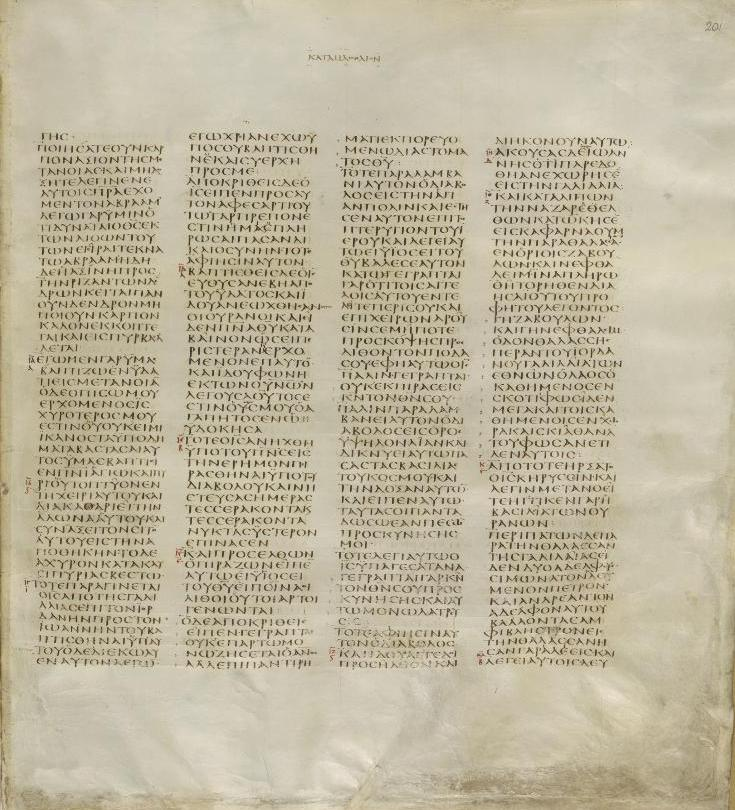
Codex Sinaiticus (c. 330-360), Matteo 3,7-4,19